# Carla García
Carla Ximena García Buscaglia (Lima, 9 de febrero de 1975) es una escritora, comunicadora y productora audiovisual peruana. Fue columnista del diario La República para posteriormente dedicarse a la conducción de sus espacios políticos en radio y televisión.

## Biografía
Hija del dos veces presidente del Perú, Alan García Pérez, y de Carla Buscaglia Castellano; estudió en el Colegio Villa María de la ciudad de Lima.
A sus 17 años, a causa del autogolpe de 1992, viajó a Chile donde estudió Lengua y Literatura Hispánica en la Universidad de Chile, y donde también se dedicó a la escritura de poesías.
Después de completar la especialidad de Operadora Publicitaria en el Instituto Peruano de Publicidad trabajó como comunicadora y publicista. Durante diez años trabajó en la Universidad de San Martín de Porres, inicialmente en dando charlas de orientación vocacional y luego como jefa de relaciones interinstitucionales en el Instituto de Gobierno. En el 2010 publicó el libro Queloide, que incluye una selección de 150 de los 500 artículos publicados en el blog homónimo al libro que fue reeditado 13 años después por el Grupo Planeta.
Cursó estudios en la FIIAPP - Fundación Internacional Y Para Iberoamérica De Administración Y Políticas Públicas de Madrid, en temas de Igualdad y Cohesión Social.
Entre 2008 y 2018 fue columnista del diario La República bajo el título de Esquina baja. Según Llorente y Cuenca en 2018, García comparte los primeros puestos con Juliana Oxenford en la lista de «líderes digitales sobre empoderamiento femenino» que representa en la categoría de «violencia de género física y psicológica» debido al alto compromiso por su activismo político. En 2011 incluyeron su opinión en el libro 75 opiniones sobre el aborto. Un tema para hablar, una agenda para discutir.
Junto a Ricardo Ayala produjo varios documentales para la productora audiovisual Masmédula. Su primer mediometraje fue El niño de Cusco, creado en 2007, que además de producir escribió el guion centrado en las 40 horas de registro hacia una imagen mística del lugar. Fue presentado en televisión chilena. Posteriormente, su documental Justicia ingresó al Concurso de Cortometrajes del Ministerio de Cultura.En esa misma productora, realizó labor de guionista para piezas institucionales y documentales.
En agosto de 2012 fue convocada por el canal Frecuencia Latina para conducir el espacio de telerrealidad La casa de los secretos.
En 2014 dirigió la obra colectiva fotográfica de índole social Proyecto Helga, presentado en el Museo de Arte Contemporáneo de Lima.
También, en 2014 junto a Beto Ortiz condujo su programa de política en Radio Capital. Ambos produjeron el documental Público cautivo en 2019, estrenado en cines en el 2023, y cofundaron el portal de opinión El Pollo Farsante en 2020.
Del 2019 al 2023 colaboró con la Editora Planeta para el lanzamiento del libro biográfico póstumo de su padre, Metamemorias, y las reediciones de Pida la Palabra, Pizarro el rey de la baraja y Confucio y la globalización y El Mundo de Maquiavelo del mismo autor.
Entre los año 2021 y 2023 condujo y dirigió el programa dominical de opiniones y entrevistas, Políticas, para Willax Televisión. Estaba enfocado en la participación de las mujeres en el ámbito político, en que ellas representaron el 60 % de los 450 invitados que albergó.
Al mismo tiempo, preside el Instituto Presidente Alan García y labora como asesora en comunicación en instituciones públicas y empresas privadas. Además, estudió un máster en Gestión Pública en la Universidad de La Rioja (España).
Desde 2024, conduce su pódcast independiente Calla tu bulla, en el que confiesa su amistad con Ortiz a pesar de sus diferencias con él y su comportamiento con otros conductores. En él, reconoció que «a raíz de la salida de Pedro Castillo no había nada que uniera a los conductores» y que fue el motivo por el que no está interesada en colaborar con Willax Televisión.

## Candidatura política
Autoidentificada como «izquierdista demócrata», en 2020 anunció su precandidatura como congresista por Lima en el Partido Aprista Peruano. Ese año ganó la interna partidaria volviéndose la número uno en la lista al congreso por Lima. Fue incluida en la lista ante el JNE en 2021 pero no admitida.
En 2025, anunció que se había presentado nuevamente como precandidata del APRA para las elecciones de 2026. Para su precandidatura de vicepresidenta, se alió con los políticos Javier Velásquez Quesquén y Humberto Abanto.

## Créditos audiovisuales

### Largometrajes
- Corazones vándalos (2023)[39]
- Público cautivo (2019)[25][40]
- Pública (2014)[41]
- Justicia (2012)[18]
- Agua escalera (2010)[42]
- El niño del Cusco (2010)[43]

### Televisión
- La casa de los secretos (2012). Frecuencia Latina.
- Políticas (2021-2023). Willax.

### Videoclips
- Basta ya (2013)[44]

### Radio
- Carla García y Beto Ortiz en Capital (2014). Radio Capital.

## Publicaciones
- Queloide (2010)

Edición de libros del autor Alan García